# ادی ایر
ادی ایر (انگلیسی: Eddie Eyre؛ زادهٔ ۲۴ ژوئیهٔ ۱۹۸۸) هنرپیشه است.
از فیلم‌ها یا مجموعه‌های تلویزیونی که وی در آن‌ها نقش داشته است می‌توان به پیمان‌شکن، ایست‌اندرز و جان‌بها اشاره نمود.